# Liste der britischen Premierminister

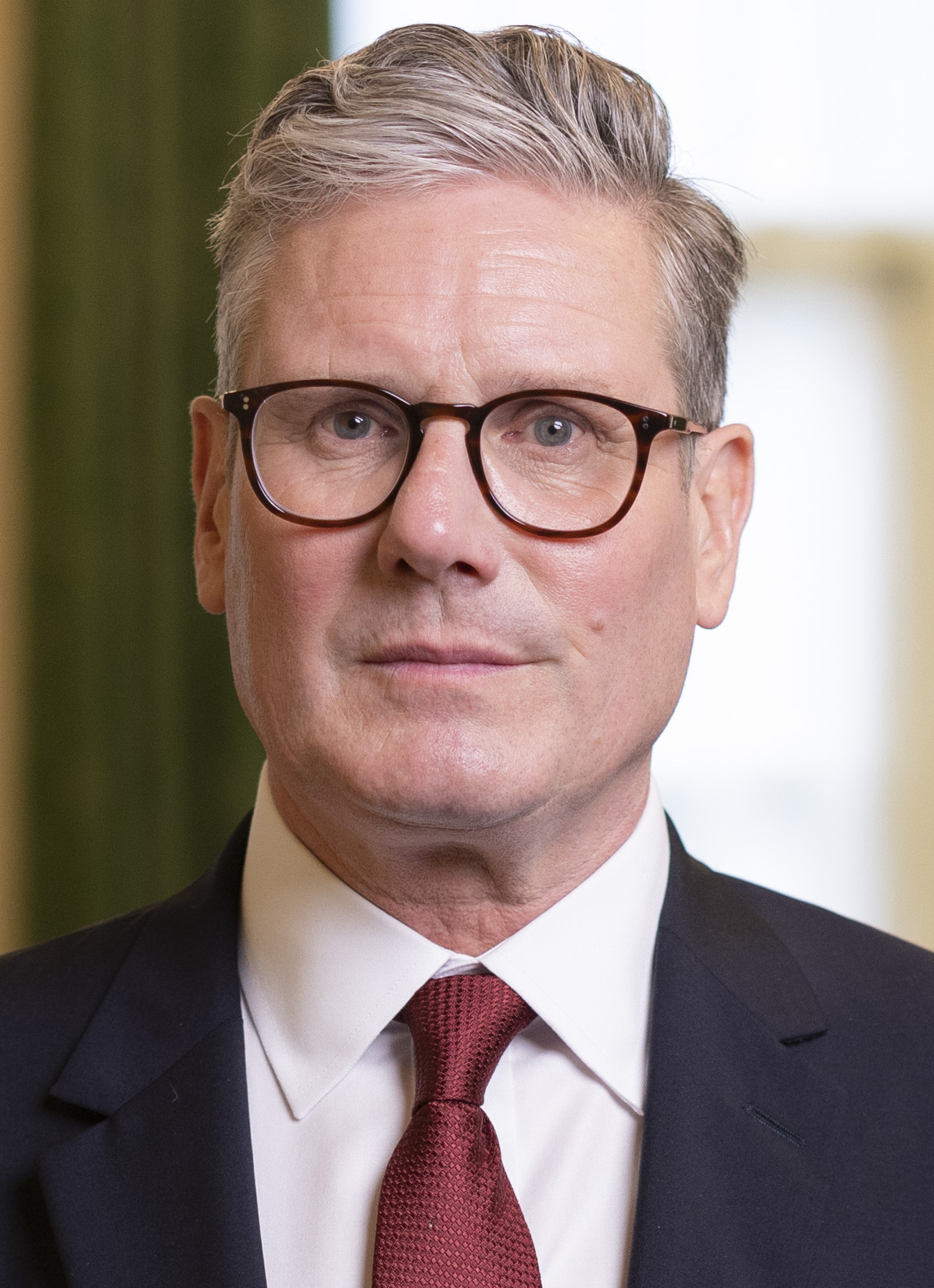
Keir Starmer, britischer Premierminister seit dem 5. Juli 2024

Die Liste der britischen Premierminister enthält alle Personen, die seit 1721 dieses Amt bekleideten.
Der Titel eines Premierministers entwickelte sich allmählich aus der Machtfülle, die mit anderen Ämtern in der Regierung des Königreichs Großbritannien einherging. Belegt ist die Benennung erst seit 1805. Der erste offiziell so benannte Amtsträger war Henry Campbell-Bannerman (1905–1908). Im 18. und 19. Jahrhundert war das inoffizielle Amt des Regierungschefs daher mit verschiedenen offiziellen Amtsbezeichnungen verknüpft. Wenn traditionell der Lord High Treasurer (Lordschatzmeister) und seit 1714 First Lord of the Treasury (Erster Lord des Schatzamtes) als Regierungschef fungierte, so konnte es später auch der Chancellor of the Exchequer (Schatzkanzler), der Lord Keeper of the Privy Seal oder Lord Privy Seal (Lordsiegelbewahrer) oder ein anderer Amtsinhaber sein, der als wichtigster Minister (Secretary of State) in der Regierung agierte.
So hatten Lord Carteret als Minister für den Norden von 1742 bis 1744 (Northern Department, zuständig für Nordengland, Schottland und die protestantischen Staaten in Nordeuropa) und William Pitt der Ältere als Minister für den Süden zwischen 1756 und 1761 (Southern Department, zuständig für Südengland, Wales, Irland, die amerikanischen Kolonien und die katholischen und muslimischen Staaten in Europa) viel von der Macht eines Premierministers, obwohl andere Erster Lordschatzmeister waren. Als Pitt im Jahr 1766 vom König gebeten wurde, eine Regierung zusammenzustellen, bevorzugte er das geringere Amt des Lordsiegelbewahrers, das eine Mitgliedschaft im House of Lords voraussetzte. Dennoch wird er, da er vom König mit der Regierungsbildung beauftragt wurde, allgemein als Premierminister betrachtet. Noch Ende des 19. Jahrhunderts führten William Ewart Gladstone und Lord Salisbury die Regierungsgeschäfte als Lordsiegelbewahrer. Erster Lordschatzmeister in diesen Amtsperioden war jeweils Arthur Balfour.

## Die Liste der Premierminister (seit 1721)
Als Charles Spencer, 3. Earl of Sunderland, 1718 Erster Lordschatzmeister (First Lord of the Treasury) und gleichzeitig Lord President of the Council wurde, war er de facto Premierminister, auch wenn diese Bezeichnung erst für seinen Nachfolger Sir Robert Walpole zum ersten Mal verwendet wurde. Im April 1721 legte der Earl of Sunderland dann alle Ämter nieder. Hier beginnt diese Auflistung.
Die Nummerierung dient nur zur Orientierung in dieser Tabelle. Verschiedene Premierminister hatten mehrere Regierungszeiten, beispielsweise Winston Churchill oder Harold Wilson. Mit Nr. AZ werden die einzelnen Amtszeiten chronologisch durchgezählt. Mit Nr. PM die einzelnen Premierminister, bei einem Premierminister mit mehreren Amtszeiten folgen dessen persönliche Amtszeiten in Klammern.

### Premierminister des Königreichs Großbritannien (1721–1801)
| Nr. AZ | Nr. PM | Bild | Premierminister                                       | Amtsantritt   | Amtsende         | Amtsdauer (Tage) | Partei/Koalition | Kabinett |
| ------ | ------ | ---- | ----------------------------------------------------- | ------------- | ---------------- | ---------------- | ---------------- | -------- |
| 1      | 1      |      | Sir Robert Walpole                                    | 4. Apr. 1721  | 11. Feb. 1742    | 7618             | Whig             |          |
| 2      | 2      |      | Spencer Compton, 1. Earl of Wilmington                | 16. Feb. 1742 | 2. Juli 1743 (†) | 0501             | Whig             |          |
| 3      | 3      |      | Henry Pelham                                          | 27. Aug. 1743 | 6. März 1754 (†) | 3845             | Whig             |          |
| 4      | 4 (1)  |      | Thomas Pelham-Holles, 1. Duke of Newcastle-upon-Tyne  | 16. März 1754 | 16. Nov. 1756    | 0976             | Whig             |          |
| 5      | 5      |      | William Cavendish, 4. Duke of Devonshire              | 16. Nov. 1756 | 25. Juni 1757    | 0221             | Whig             |          |
| 6      | 4 (2)  |      | Thomas Pelham-Holles, 1. Duke of Newcastle-upon-Tyne  | 2. Juli 1757  | 26. Mai 1762     | 1789             | Whig             |          |
| 7      | 6      |      | John Stuart, 3. Earl of Bute                          | 26. Mai 1762  | 8. Apr. 1763     | 0325             | Tory             |          |
| 8      | 7      |      | George Grenville                                      | 16. Apr. 1763 | 13. Juli 1765    | 0819             | Tory             |          |
| 9      | 8 (1)  |      | Charles Watson-Wentworth, 2. Marquess of Rockingham   | 13. Juli 1765 | 30. Juli 1766    | 0382             | Whig             |          |
| 10     | 9      |      | William Pitt, 1. Earl of Chatham                      | 30. Juli 1766 | 14. Okt. 1768    | 0807             | Whig             |          |
| 11     | 10     |      | Augustus FitzRoy, 3. Duke of Grafton                  | 14. Okt. 1768 | 28. Jan. 1770    | 0471             | Whig             |          |
| 12     | 11     |      | Frederick North, Lord North                           | 28. Jan. 1770 | 22. März 1782    | 4436             | Tory             |          |
| 13     | 8 (2)  |      | Charles Watson-Wentworth, 2. Marquess of Rockingham   | 27. März 1782 | 1. Juli 1782 (†) | 0096             | Whig             |          |
| 14     | 12     |      | William Petty, 2. Earl of Shelburne                   | 4. Juli 1782  | 2. Apr. 1783     | 0272             | Whig             |          |
| 15     | 13 (1) |      | William Henry Cavendish-Bentinck, 3. Duke of Portland | 2. Apr. 1783  | 19. Dez. 1783    | 0261             | Koalition        |          |
| 16     | 14 (1) |      | William Pitt der Jüngere                              | 19. Dez. 1783 | 14. März 1801    | 6294             | Tory             |          |

### Premierminister des Vereinigten Königreichs Großbritannien und Irland (1801–1922)
| Nr. AZ | Nr. PM | Bild | Premierminister                                            | Amtsantritt   | Amtsende                | Amtsdauer (Tage) | Partei/Koalition                              | Kabinett                                         |
| ------ | ------ | ---- | ---------------------------------------------------------- | ------------- | ----------------------- | ---------------- | --------------------------------------------- | ------------------------------------------------ |
| 17     | 15     |      | Henry Addington                                            | 17. März 1801 | 10. Mai 1804            | 1150             | Tory                                          | Regierung Addington                              |
| 18     | 14 (2) |      | William Pitt der Jüngere                                   | 10. Mai 1804  | 23. Jan. 1806 (†)       | 0623             | Tory                                          | Zweite Regierung Pitt der Jüngere                |
| 19     | 16     |      | William Grenville, 1. Baron Grenville                      | 11. Feb. 1806 | 31. März 1807           | 0413             | Whig                                          | Regierung aller Talente                          |
| 20     | 13 (2) |      | William Henry Cavendish-Bentinck, 3. Duke of Portland      | 31. März 1807 | 4. Okt. 1809            | 0918             | Tory                                          | Regierung Portland                               |
| 21     | 17     |      | Spencer Perceval                                           | 4. Okt. 1809  | 11. Mai 1812 (ermordet) | 0950             | Tory                                          | Regierung Perceval                               |
| 22     | 18     |      | Robert Jenkinson, 2. Earl of Liverpool                     | 9. Juni 1812  | 10. Apr. 1827           | 5418             | Tory                                          |                                                  |
| 23     | 19     |      | George Canning                                             | 10. Apr. 1827 | 8. Aug. 1827 (†)        | 0120             | Tory                                          |                                                  |
| 24     | 20     |      | Frederick Robinson, 1. Viscount Goderich                   | 31. Aug. 1827 | 22. Jan. 1828           | 0144             | Tory                                          |                                                  |
| 25     | 21 (1) |      | Arthur Wellesley, 1. Duke of Wellington                    | 22. Jan. 1828 | 22. Nov. 1830           | 1035             | Tory                                          |                                                  |
| 26     | 22     |      | Charles Grey, 2. Earl Grey                                 | 22. Nov. 1830 | 16. Juli 1834           | 1332             | Whig                                          |                                                  |
| 27     | 23 (1) |      | William Lamb, 2. Viscount Melbourne                        | 16. Juli 1834 | 17. Nov. 1834           | 0124             | Whig                                          |                                                  |
| 28     | 21 (2) |      | Arthur Wellesley, 1. Duke of Wellington                    | 17. Nov. 1834 | 9. Dez. 1834            | 0022             | Tory / Übergangsregierung                     |                                                  |
| 29     | 24 (1) |      | Sir Robert Peel                                            | 10. Dez. 1834 | 18. Apr. 1835           | 0129             | Tory                                          |                                                  |
| 30     | 23 (2) |      | William Lamb, 2. Viscount Melbourne                        | 18. Apr. 1835 | 30. Aug. 1841           | 2326             | Whig                                          |                                                  |
| 31     | 24 (2) |      | Sir Robert Peel                                            | 30. Aug. 1841 | 30. Juni 1846           | 1765             | Tory                                          |                                                  |
| 32     | 25 (1) |      | Lord John Russell, später 1. Earl Russell                  | 30. Juni 1846 | 23. Feb. 1852           | 2064             | Whig                                          |                                                  |
| 33     | 26 (1) |      | Edward Smith-Stanley, 14. Earl of Derby                    | 23. Feb. 1852 | 19. Dez. 1852           | 0300             | Konservativ                                   |                                                  |
| 34     | 27     |      | George Hamilton-Gordon, 4. Earl of Aberdeen                | 19. Dez. 1852 | 6. Feb. 1855            | 0779             | “Peelite-Fraktion” / Koalition                |                                                  |
| 35     | 28 (1) |      | Henry Temple, 3. Viscount Palmerston                       | 6. Feb. 1855  | 20. Feb. 1858           | 1110             | Whig                                          |                                                  |
| 36     | 26 (2) |      | Edward Smith-Stanley, 14. Earl of Derby                    | 20. Feb. 1858 | 12. Juni 1859           | 0477             | Konservativ                                   |                                                  |
| 37     | 28 (2) |      | Henry Temple, 3. Viscount Palmerston                       | 12. Juni 1859 | 18. Okt. 1865 (†)       | 2320             | Liberal                                       |                                                  |
| 38     | 25 (2) |      | John Russell, 1. Earl Russell                              | 29. Okt. 1865 | 26. Juni 1866           | 0242             | Liberal                                       |                                                  |
| 39     | 26 (3) |      | Edward Smith-Stanley, 14. Earl of Derby                    | 28. Juni 1866 | 27. Feb. 1868           | 0609             | Konservativ                                   |                                                  |
| 40     | 29 (1) |      | Benjamin Disraeli seit 1876 1. Earl of Beaconsfield        | 27. Feb. 1868 | 3. Dez. 1868            | 0280             | Konservativ                                   | Kabinett Disraeli I                              |
| 41     | 30 (1) |      | William Ewart Gladstone                                    | 3. Dez. 1868  | 20. Feb. 1874           | 1905             | Liberal                                       | Kabinett Gladstone I                             |
| 42     | 29 (2) |      | Benjamin Disraeli seit 1876 1. Earl of Beaconsfield        | 20. Feb. 1874 | 23. Apr. 1880           | 2254             | Konservativ                                   | Kabinett Disraeli II                             |
| 43     | 30 (2) |      | William Ewart Gladstone                                    | 23. Apr. 1880 | 23. Juni 1885           | 1887             | Liberal                                       | Kabinett Gladstone II                            |
| 44     | 31 (1) |      | Robert Gascoyne-Cecil, 3. Marquess of Salisbury            | 23. Juni 1885 | 1. Feb. 1886            | 0223             | Konservativ                                   | Kabinett Salisbury I                             |
| 45     | 30 (3) |      | William Ewart Gladstone                                    | 1. Feb. 1886  | 25. Juli 1886           | 0174             | Liberal                                       | Kabinett Gladstone III                           |
| 46     | 31 (2) |      | Robert Gascoyne-Cecil, 3. Marquess of Salisbury            | 3. Aug. 1886  | 15. Aug. 1892           | 2204             | Konservativ                                   | Zweite Regierung Salisbury                       |
| 47     | 30 (4) |      | William Ewart Gladstone                                    | 15. Aug. 1892 | 5. März 1894            | 0567             | Liberal                                       | Kabinett Gladstone IV                            |
| 48     | 32     |      | Archibald Primrose, 5. Earl of Rosebery                    | 5. März 1894  | 21. Juni 1895           | 0477             | Liberal                                       | Regierung Rosebery                               |
| 49     | 31 (3) |      | Robert Gascoyne-Cecil, 3. Marquess of Salisbury            | 25. Juni 1895 | 11. Juli 1902           | 2574             | Konservativ / Unionist                        | Kabinett Salisbury III                           |
| 50     | 33     |      | Arthur Balfour später 1. Earl of Balfour                   | 11. Juli 1902 | 5. Dez. 1905            | 1242             | Konservativ / Unionist                        | Kabinett Balfour                                 |
| 51     | 34     |      | Sir Henry Campbell-Bannerman                               | 10. Dez. 1905 | 3. Apr. 1908            | 0854             | Liberal                                       |                                                  |
| 52     | 35     |      | Herbert Henry Asquith später 1. Earl of Oxford and Asquith | 6. Apr. 1908  | 5. Dez. 1916            | 3166             | Liberal (Koalitionsregierung ab 26. Mai 1915) | Erste Regierung Asquith Zweite Regierung Asquith |
| 53     | 36     |      | David Lloyd George später 1. Earl Lloyd-George of Dwyfor   | 10. Dez. 1916 | 19. Okt. 1922           | 2146             | National Liberal / Koalitionsregierung        | Regierung Lloyd George                           |

### Premierminister des Vereinigten Königreichs Großbritannien und Nordirland (seit 1922)
| Nr. AZ | Nr. PM | Bild          | Premierminister                                        | Amtsantritt   | Amtsende                                                                                                   | Amtsdauer (Tage)                                                                                            | Partei/Koalition | Kabinett      |
| ------ | ------ | ------------- | ------------------------------------------------------ | ------------- | --- | --- | --- | ------------- |
| 54     | 37     |               | Andrew Bonar Law                                       | 24. Okt. 1922 | 20. Mai 1923                                                                                               | 0211 | Konservativ | Bonar Law     |
| 55     | 38 (1) |               | Stanley Baldwin später 1. Earl Baldwin of Bewdley      | 22. Mai 1923  | 23. Jan. 1924                                                                                              | 0245 | Konservativ | Baldwin I     |
| 56     | 39 (1) |               | Ramsay MacDonald                                       | 23. Jan. 1924 | 4. Nov. 1924                                                                                               | 0287 | Labour | MacDonald I   |
| 57     | 38 (2) |               | Stanley Baldwin später 1. Earl Baldwin of Bewdley      | 6. Nov. 1924  | 4. Juni 1929                                                                                               | 1674 | Konservativ | Baldwin II    |
| 58     | 39 (2) |               | Ramsay MacDonald                                       | 5. Juni 1929  | 24. Aug. 1931                                                                                              | 805 | Labour | MacDonald II  |
| 58     | 39 (2) | 25. Aug. 1931 | Ramsay MacDonald                                       | 27. Okt. 1931 | 1510 | National Government; (National Labour-Konservativ-Liberal Party) PM: National Labour                        | MacDonald III |               |
| 58     | 39 (2) | 27. Okt. 1931 | Ramsay MacDonald                                       | 7. Juni 1935  | 1510 | National Government; (National Labour-Konservativ-National Liberal Party-Liberal Party) PM: National Labour | MacDonald IV |               |
| 59     | 38 (3) |               | Stanley Baldwin später 1. Earl Baldwin of Bewdley      | 7. Juni 1935  | 28. Mai 1937                                                                                               | 0721 | National Government; (Konservativ-National Liberal Party-National Labour) PM: Konservativ                                       | Baldwin III   |
| 60     | 40     |               | Neville Chamberlain                                    | 28. Mai 1937  | 3. Sep. 1939                                                                                               | 1078 | National Government; (Konservativ-National Liberal Party-National Labour) PM: Konservativ                                       | Chamberlain I |
| 60     | 40     | 3. Sept. 1939 | Neville Chamberlain                                    | 10. Mai 1940  | Koalitionsregierung (Kriegskabinett); (Konservativ-National Liberal Party-National Labour) PM: Konservativ | 1078 | Chamberlain II |               |
| 61     | 41 (1) |               | Winston Churchill später Sir Winston Churchill         | 10. Mai 1940  | 23. Mai 1945                                                                                               | 1903 | Koalitionsregierung (Kriegskabinett); (Konservativ–Labour–National Liberal Party–Liberal Party–National Labour) PM: Konservativ | Churchill I   |
| 61     | 41 (1) | 23. Mai 1945  | Winston Churchill später Sir Winston Churchill         | 26. Juli 1945 | Koalitionsregierung; (Konservativ–National Liberal Party) PM: Konservativ                                  | 1903 | Churchill II |               |
| 62     | 42     |               | Clement Attlee später 1. Earl Attlee                   | 27. Juli 1945 | 23. Feb. 1950                                                                                              | 2283 | Labour | Attlee I      |
| 62     | 42     | 23. Feb. 1950 | Clement Attlee später 1. Earl Attlee                   | 27. Okt. 1951 | Attlee II                                                                                                  | 2283 | Labour |               |
| 63     | 41 (2) |               | Sir Winston Churchill                                  | 27. Okt. 1951 | 5. Apr. 1955                                                                                               | 1258 | Konservativ | Churchill III |
| 64     | 43     |               | Anthony Eden später 1. Earl of Avon                    | 6. Apr. 1955  | 9. Jan. 1957                                                                                               | 0645 | Konservativ | Eden          |
| 65     | 44     |               | Harold Macmillan später 1. Earl of Stockton            | 10. Jan. 1957 | 8. Okt. 1959                                                                                               | 2473 | Konservativ | Macmillan I   |
| 65     | 44     | 8. Okt. 1959  | Harold Macmillan später 1. Earl of Stockton            | 19. Okt. 1963 | Macmillan II                                                                                               | 2473 | Konservativ |               |
| 66     | 45     |               | Sir Alec Douglas-Home später Baron Home of the Hirsel  | 19. Okt. 1963 | 16. Okt. 1964                                                                                              | 0363 | Konservativ | Douglas-Home  |
| 67     | 46 (1) |               | Harold Wilson später Baron Wilson of Rievaulx          | 16. Okt. 1964 | 19. Juni 1970                                                                                              | 2072 | Labour | Wilson I      |
| 68     | 47     |               | Edward Heath später Sir Edward Heath                   | 23. Juni 1970 | 4. März 1974                                                                                               | 1354 | Konservativ | Heath         |
| 69     | 46 (2) |               | Harold Wilson später Baron Wilson of Rievaulx          | 4. März 1974  | 5. Apr. 1976                                                                                               | 0763 | Labour | Wilson II     |
| 70     | 48     |               | James Callaghan später Baron Callaghan of Cardiff      | 5. Apr. 1976  | 4. Mai 1979                                                                                                | 1124 | Labour | Callaghan     |
| 71     | 49     |               | Margaret Thatcher später Baroness Thatcher of Kesteven | 4. Mai 1979   | 10. Juni 1983                                                                                              | 4226 | Konservativ | Thatcher I    |
| 71     | 49     | 10. Juni 1983 | Margaret Thatcher später Baroness Thatcher of Kesteven | 11. Juni 1987 | Thatcher II                                                                                                | 4226 | Konservativ |               |
| 71     | 49     | 11. Juni 1987 | Margaret Thatcher später Baroness Thatcher of Kesteven | 22. Nov. 1990 | Thatcher III                                                                                               | 4226 | Konservativ |               |
| 72     | 50     |               | John Major später Sir John Major                       | 28. Nov. 1990 | 10. Apr. 1992                                                                                              | 2347 | Konservativ | Major I       |
| 72     | 50     | 10. Apr. 1992 | John Major später Sir John Major                       | 2. Mai 1997   | Major II                                                                                                   | 2347 | Konservativ |               |
| 73     | 51     |               | Tony Blair später Sir Tony Blair                       | 2. Mai 1997   | 8. Juni 2001                                                                                               | 3708 | Labour | Blair I       |
| 73     | 51     | 8. Juni 2001  | Tony Blair später Sir Tony Blair                       | 6. Mai 2005   | Blair II                                                                                                   | 3708 | Labour |               |
| 73     | 51     | 6. Mai 2005   | Tony Blair später Sir Tony Blair                       | 27. Juni 2007 | Blair III                                                                                                  | 3708 | Labour |               |
| 74     | 52     |               | Gordon Brown                                           | 27. Juni 2007 | 11. Mai 2010                                                                                               | 1049 | Labour | Brown         |
| 75     | 53     |               | David Cameron später Baron Cameron of Chipping Norton  | 11. Mai 2010  | 8. Mai 2015                                                                                                | 2255 | Koalitionsregierung; (Konservativ-Liberal Democrats) PM: Konservativ                                                            | Cameron I     |
| 75     | 53     | 8. Mai 2015   | David Cameron später Baron Cameron of Chipping Norton  | 13. Juli 2016 | Konservativ                                                                                                | 2255 | Cameron II |               |
| 76     | 54     |               | Theresa May später Baroness May of Maidenhead          | 13. Juli 2016 | 11. Juni 2017                                                                                              | 1106 | Konservativ | May I         |
| 76     | 54     | 11. Juni 2017 | Theresa May später Baroness May of Maidenhead          | 24. Juli 2019 | May II | 1106 | Konservativ |               |
| 77     | 55     |               | Boris Johnson                                          | 24. Juli 2019 | 16. Dez. 2019                                                                                              | 1140 | Konservativ | Johnson I     |
| 77     | 55     | 16. Dez. 2019 | Boris Johnson                                          | 6. Sep. 2022  | Johnson II                                                                                                 | 1140 | Konservativ |               |
| 78     | 56     |               | Liz Truss                                              | 6. Sep. 2022  | 25. Okt. 2022                                                                                              | 49 | Konservativ | Truss         |
| 79     | 57     |               | Rishi Sunak                                            | 25. Okt. 2022 | 5. Juli 2024                                                                                               | 619 | Konservativ | Sunak         |
| 80     | 58     |               | Sir Keir Starmer                                       | 5. Juli 2024  | amtierend                                                                                                  | 50+ | Labour | Starmer       |

## Frühere, noch lebende Premierminister
Zurzeit leben noch acht ehemalige Premierminister:
- John Major (* 1943)
- Tony Blair (* 1953)
- Gordon Brown (* 1951)
- David Cameron (* 1966)
- Theresa May (* 1956)
- Boris Johnson (* 1964)
- Liz Truss (* 1975)
- Rishi Sunak (* 1980)

## Premierminister und regierender Monarch
| Monarch       | Ende der Regierungszeit († bedeutet durch Tod) |
| ------------- | ---------------------------------------------- |
| Georg I.      | † 27. Juni 1727                                |
| Georg II.     | † 26. Oktober 1760                             |
| Georg III.    | † 18. November 1820                            |
| Georg IV.     | † 6. Dezember 1830                             |
| Wilhelm IV.   | † 23. Dezember 1837                            |
| Victoria      | † 27. Dezember 1901                            |
| Eduard VII.   | † 10. Januar 1910                              |
| Georg V.      | † 15. Januar 1936                              |
| Eduard VIII.  | Abdankung am 9. Dezember 1936                  |
| Georg VI.     | † 6. Februar 1952                              |
| Elisabeth II. | † 8. September 2022                            |
| Charles III.  | amtierend                                      |

Als Victoria im Juni 1837 Königin wurde, war William Lamb, 2. Viscount Melbourne bereits über zwei Jahre Premierminister. Dessen Nachfolger wurde im August 1841 ernannt, dem bis zum Tode der Königin 1901 18 Berufungen folgten. Insgesamt gab es im Viktorianischen Zeitalter von 1837 bis 1901 zwanzig Amtsperioden britischer Premierminister; diesen vorzustehen, genügten allerdings zehn Politiker, denn nur George Hamilton-Gordon, 4. Earl of Aberdeen und Archibald Primrose, 5. Earl of Rosebery war lediglich eine Amtszeit vergönnt. Edward Smith-Stanley, 14. Earl of Derby und Robert Gascoyne-Cecil, 3. Marquess of Salisbury übten das Amt drei, William Ewart Gladstone vier Mal aus. Die übrigen vier Politiker, darunter der berühmte Disraeli, wurden je zwei Mal von der Queen berufen.
Auch nach dem Tode Victorias 1901 gingen die Amtszeiten des Prime Ministers jeweils über den Thronwechsel hinaus:
- Im Juli 1902 wurde Arthur Balfour von König Eduard VII. zum Premierminister berufen. Er wurde so der Nachfolger seines Onkels, Robert Gascoyne-Cecil, 3. Marquess of Salisbury, den noch Königin Victoria berufen hatte. Salisbury war auch der letzte Premierminister, der zugleich Mitglied des Oberhauses war.[8]
- Herbert Henry Asquith, von König Eduard VII. berufen, diente bis Dezember 1916, davon über sechs Jahre unter König Georg V.
- Stanley Baldwin, von König Georg V. im Juni 1935 berufen, blieb während der kurzen Episode mit König Eduard VIII. 1936 im Amt und diente auch unter Georg VI. bis Mai 1937.
- Sir Anthony Eden ist schließlich der erste Premierminister in einer langen Reihe, der von Königin Elisabeth II. berufen wurde, im April 1955. Doch da war Elisabeth schon seit über drei Jahren britische Monarchin; seit Oktober 1951 füllte Sir Winston Churchill seine letzte Amtszeit aus, berufen von Elisabeths Vater.
- Liz Truss wurde zwei Tage vor deren Tod von Königin Elisabeth II. zur Premierministerin ernannt und diente bis zum 25. Oktober 2022 auch unter König Charles III.